# Gurvansaikhan, Dundgovi
Gurvansaikhan (tiếng Mông Cổ:  Гурвансайхан) là một sum của tỉnh Dundgovi ở Mông Cổ. Vào năm 2007, dân số của sum là 2.578 người.

## Địa lý
Sum có diện tích khoảng 5.416 km2. Trung tâm sum, Suugant, nằm cách tỉnh lỵ Mandalgovi 70 km và thủ đô Ulaanbaatar 320 km.

### Khí hậu
Gurvansaikhan có khí hậu bán khô hạn. Nhiệt độ trung bình hàng năm trong khu vực là 7 °C. Tháng ấm nhất là tháng 7, khi nhiệt độ trung bình là 28 °C và lạnh nhất là tháng 1, với −16 °C. Lượng mưa trung bình hàng năm là 172 mm. Tháng ẩm ướt nhất là tháng 7, với lượng mưa trung bình là 52 mm, và khô nhất là tháng 1, với 1 mm.

## Kinh tế
Sum có một trường học, bệnh viện, trung tâm thương mại, nhà văn hóa và khu du lịch.